# Thaumetopoea dhofarensis
Thaumetopoea dhofarensis is een processievlinder uit de familie van de tandvlinders (Notodontidae). De wetenschappelijke naam van de soort is voor het eerst geldig gepubliceerd in 1980 door Wiltshire.